# ゲオルク・ヘティヒ
ゲオルク・ヘティヒ（Georg Hettich、1978年10月12日 - ）は、ドイツ、バーデン＝ヴュルテンベルク州フルトヴァンゲン出身の元ノルディック複合選手である。
1997年のノルディックスキージュニア世界選手権団体で銀メダルを獲得、2002年ソルトレークシティオリンピックでは個人戦で34位に終わったが、4x5km団体（ビョルン・キルヒアイゼン、マルセル・ヘーリッヒ、ロニー・アッカーマン）で銀メダルを獲得。4年後の2006年トリノオリンピックでは、15km個人で金メダル、4x5km団体（ビョルン・キルヒアイゼン、ロニー・アッカーマン、イェンス・ガイザー）で銀メダル、個人スプリントで銅メダルと、全ての種目でメダルを獲得した。
ヘティヒはノルディックスキー世界選手権においても、2003年と2005年の4x5km団体で、それぞれ銀メダルを獲得している。また、2005年冬季ユニバーシアード個人では金メダルを獲得している。
ノルディック複合・ワールドカップでは勝利は無く2位が4回、3位が7回。総合では2002-2003シーズンと2005-2006シーズンに6位となったのが最高である。
2009-2010シーズンを最後に現役を引退。